# 天光
天光（梵語： Svarabhānu ) 是印度教阿修罗，传统上在吠陀神话中代表日食。这个名字也被用作往世书中罗睺和計都的属性，他们也与日食和月食有关。

## 神话

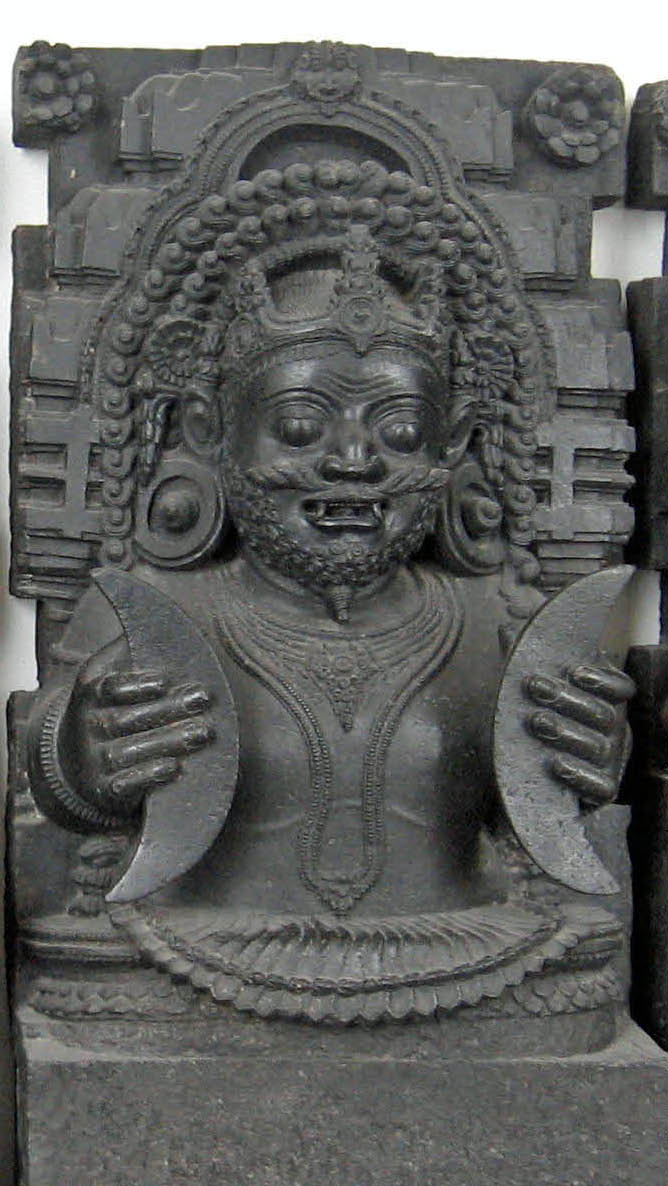
罗睺

阿修罗天光在《梨俱吠陀》中被两次描述。天光袭击太阳神蘇利耶，用黑暗笼罩太阳。斯特拉·克拉姆里奇以此将其视为天光比太阳更伟大的神。梨俱吠陀在此之后再次叙述，因陀罗击败了天光，阿低利仙人找到了隐藏的太阳并在天空中取而代之。 天光还出现在《夜柔吠陀》和梵书中。 根据梵书的说法，天光用黑暗刺穿了太阳，然而又被众神通过svara释放了。
作为戌羯罗（太白仙人）的助手，天光也是阿修罗的老师。他通过欺骗手段喝到了無醯尼提供的甘露，尽管随后被斩首,但获得了两个不朽的生命体，他的头是罗睺，身体是計都。
根据《摩诃婆罗多》，太阳神蘇利耶也被描述为“天光之敌”。据说天光用箭射穿日月，又如《梨俱吠陀》中描写的同样日月被阿低利复原。
根据《诃利世系》，天光带领罗刹迦罗尼弥穿过银河。根据《往世书》中描述，天光为辛悉迦的儿子。